# June Clyde
June Clyde (2 december 1909 - 1 oktober 1987) was een Amerikaanse actrice, zangeres en danseres.

## Levensloop en carrière
Clyde werd geboren in 1909 in St. Joseph. Ze speelt voor het eerst mee in een film op 10-jarige leeftijd met Noah Beery in The Sea Wolf. In 1932 werd ze verkozen tot een van de WAMPAS Baby Stars van 1932, naast onder meer Gloria Stuart, Ginger Rogers en Mary Carlisle. Ze speelde mee in films tot en met 1957.
Clyde huwde met regisseur Thornton Freeland. Beiden overleden in 1987.
- Library of Congress Control Number: no91009584
- MusicBrainz: b4e7b746-ef9e-43b7-b448-a2de02a348c9
- Nationale Bibliotheek van Israël: 987007459839305171
- Virtual International Authority File: 6954781
- WorldCat: E39PBJhd7ycpFHyG47YjtgBF8C